# 야놀자
야놀자(Yanolja)는 대한민국의 여행 회사이다.

## 같이 보기
- 여기어때
- 호텔스컴바인
- 호텔스닷컴